# Japanse notenboom

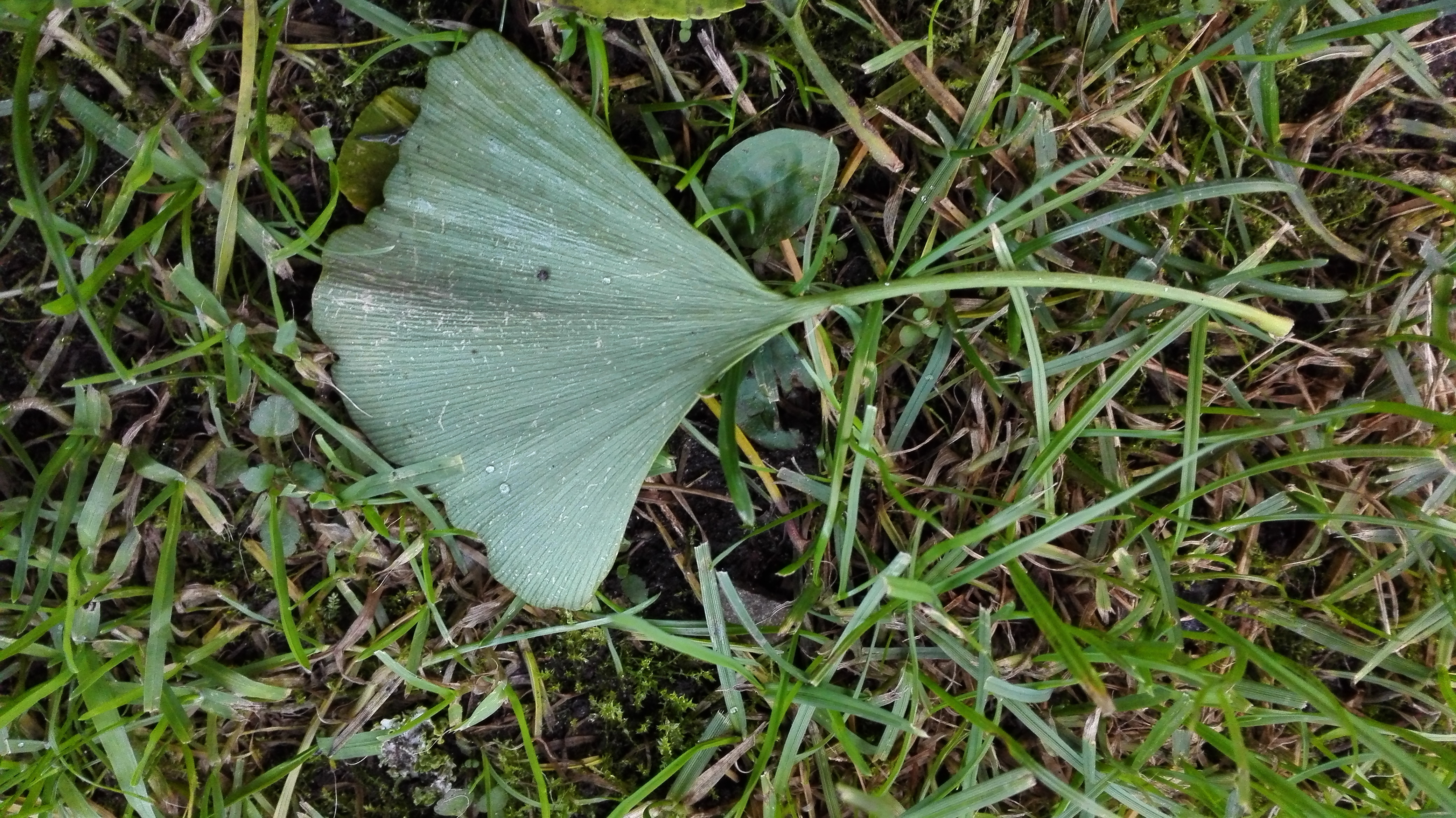
Gevallen blad. De bladeren verschillen van diep gelobd tot vrijwel niet. Dit blad toont de overeenkomst met de zwemvliezen van de eend.

De Japanse notenboom, ginkgo, tempelboom of eendenpootboom (Ginkgo biloba, synoniem: Salisburia adiantifolia Sm.) is een boom uit de familie Ginkgoaceae. De soort is oorspronkelijk afkomstig uit China; hij wordt gekweekt en is niet meer in het wild bekend. De plant wordt gezien als een levend fossiel omdat het de enig overgebleven soort is van zowel het geslacht Ginkgo als de familie Ginkgoaceae.
De Japanse notenboom groeit onregelmatig en kegelvormig en wordt circa 40 meter hoog. In Nederland en België worden vooral kweekvormen gebruikt die minder hoog worden. In China en Japan wordt de Japanse notenboom al eeuwenlang aangeplant als tempelboom. De vroegste datering in de Chinese literatuur is uit de elfde eeuw. Engelbert Kaempfer zag in 1693 in Japan als eerste Europeaan een tempelboom en verzamelde er zaden van. In 1712 beschreef hij de ginkgo in zijn Amoenitatum Exoticarum.
De vroegst bekende Europese boom werd In 1754 werd in Londen een boom opgekweekt, maar mogelijk zijn er elders (in de hortus botanicus van de Universiteit Utrecht, in Geetbets (België)) al eerder pogingen gedaan.
De Japanse notenboom is tweehuizig, maar het verschil tussen beide geslachten is alleen te zien tijdens de voortplantingsperiode. De mannelijke bomen dragen dan kegels, de vrouwelijke hebben zaden die eruitzien als vruchten en een onaangename geur verspreiden. Daarom worden er wereldwijd meer mannelijke dan vrouwelijke bomen aangeplant.
De naam "Japanse notenboom" is om twee redenen slecht gekozen want misleidend: de soort is oorspronkelijk afkomstig uit China; en de boom plant zich voort met zaden en vormt geen noten als vrucht.

## Classificatie
De Japanse notenboom behoort tot de Ginkgoales, een orde die gedurende het mesozoïcum (248 tot 65 miljoen jaar geleden) van grote betekenis was, maar thans op één soort na is uitgestorven.
De geslachtsnaam Ginkgo is afgeleid van het Japanse 'ginkyo', wat 'zilveren abrikoos' betekent. Het woord 'biloba' betekent 'twee lobben' en verwijst naar de vorm van de bladeren. De spelling met een 'g' in plaats van een 'y' is het gevolg van een leesfout die in de eerst gepubliceerde beschrijving van de soort terecht is gekomen.

## Kenmerken

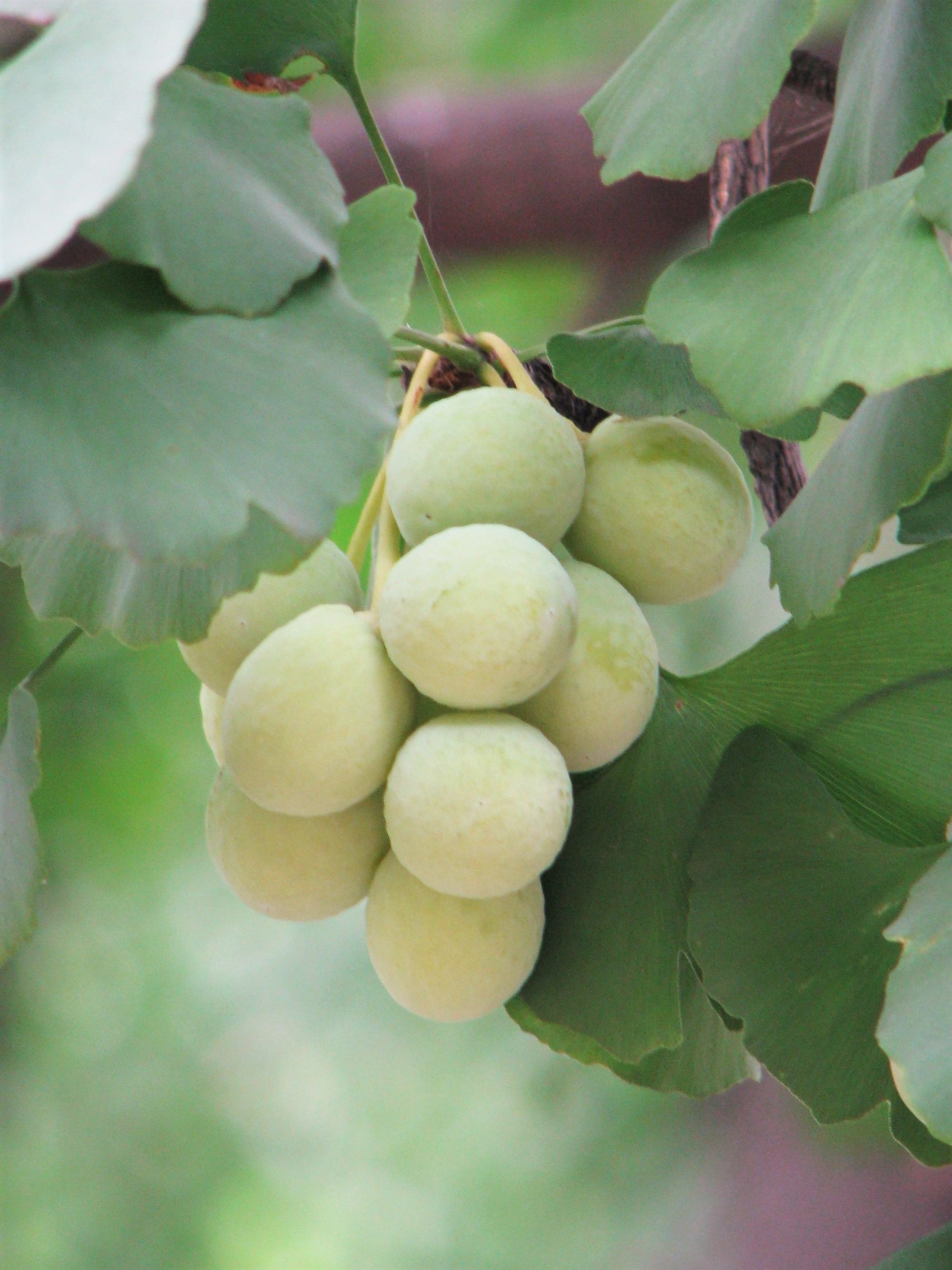
De vrouwelijke zaden lijken op noten of vruchten. Polen, Botanische tuin van de Universiteit van Wrocław.

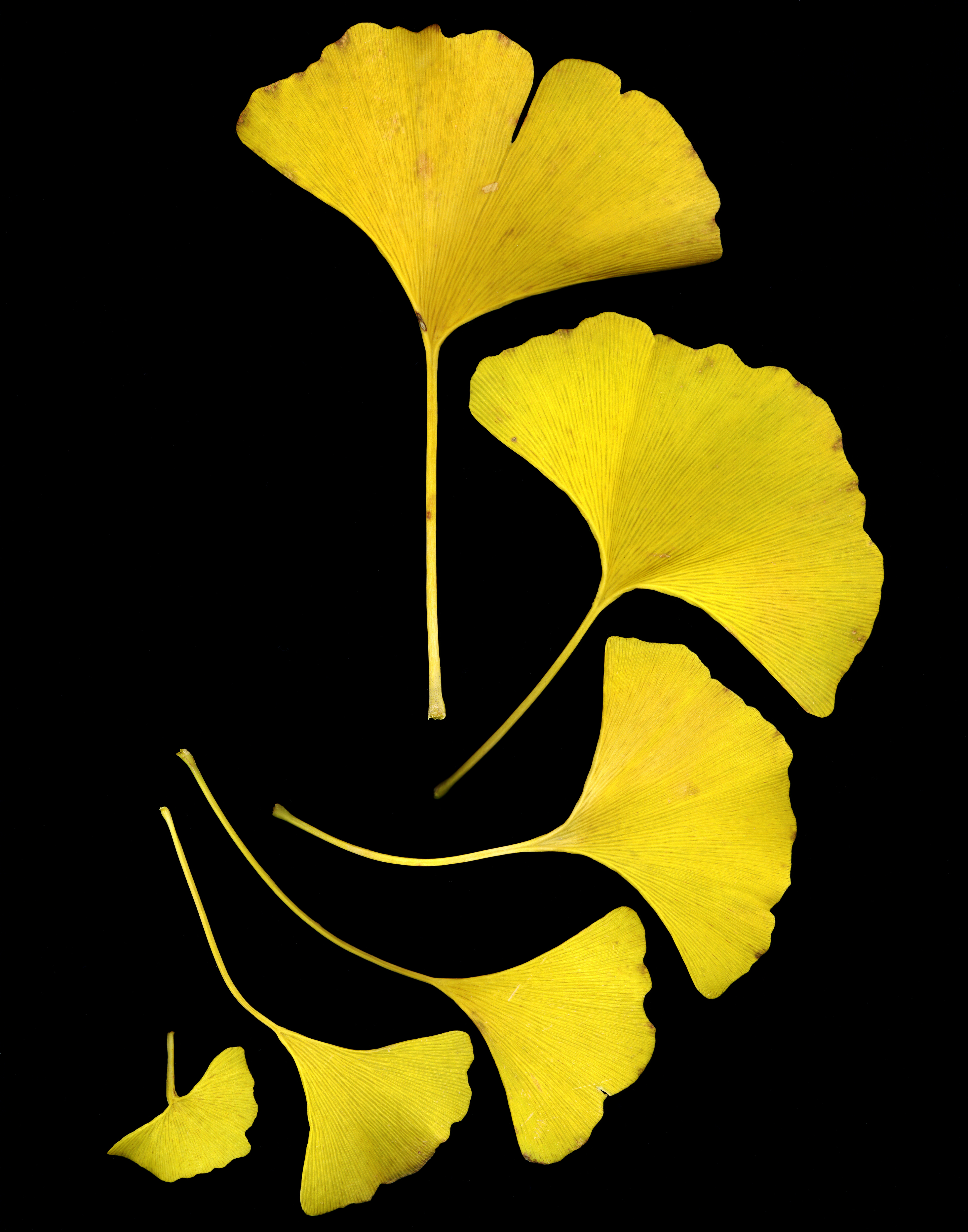
Bladeren van de Japanse notenboom in herfstkleur

### Zaden
De 'vruchten' van de Japanse notenboom zijn botanisch gezien de zaden, maar doordat de zaadhuid vlezig is, lijken het vruchten. De zaden zijn abrikoosvormig met een zilveren gloed (vandaar de naam Ginkgo: gin = zilver; kyo = abrikoos). Als de vrouwelijke zaden in het najaar op de vochtige grond vallen, begint de vlezige zaadhuid te rotten en valt hij er af, waardoor boterzuur vrijkomt dat ruikt als ranzige boter.
De inhoud van de zaden, ginnan genoemd, wordt in China en Japan beschouwd als delicatesse, waaraan bovendien tal van heilzame werkingen wordt toegeschreven.

### Blad
Door de bladsteel lopen twee nerven die zich in de bladvoet waaiervormig vertakken. Daardoor heeft de linkerhelft van elk blad een vaatstelsel dat niet verbonden met de rechterhelft. Midden in de bovenrand zit vaak een inkeping die het blad tweelobbig maakt, waarnaar de naam biloba verwijst. Voor de bladval in de herfst verkleurt het blad naar tamelijk egaal geel.

## Verspreiding
Tijdens het Tertiair kwam de Japanse notenboom over vrijwel het hele Noordelijke halfrond voor. Waarschijnlijk is de boom rond 800 samen met het boeddhisme uit China naar Japan overgekomen. Daar werd de boom bij tempels gekweekt, wat de bijnaam tempelboom opleverde.

### Bekendheid en aanplant in Europa

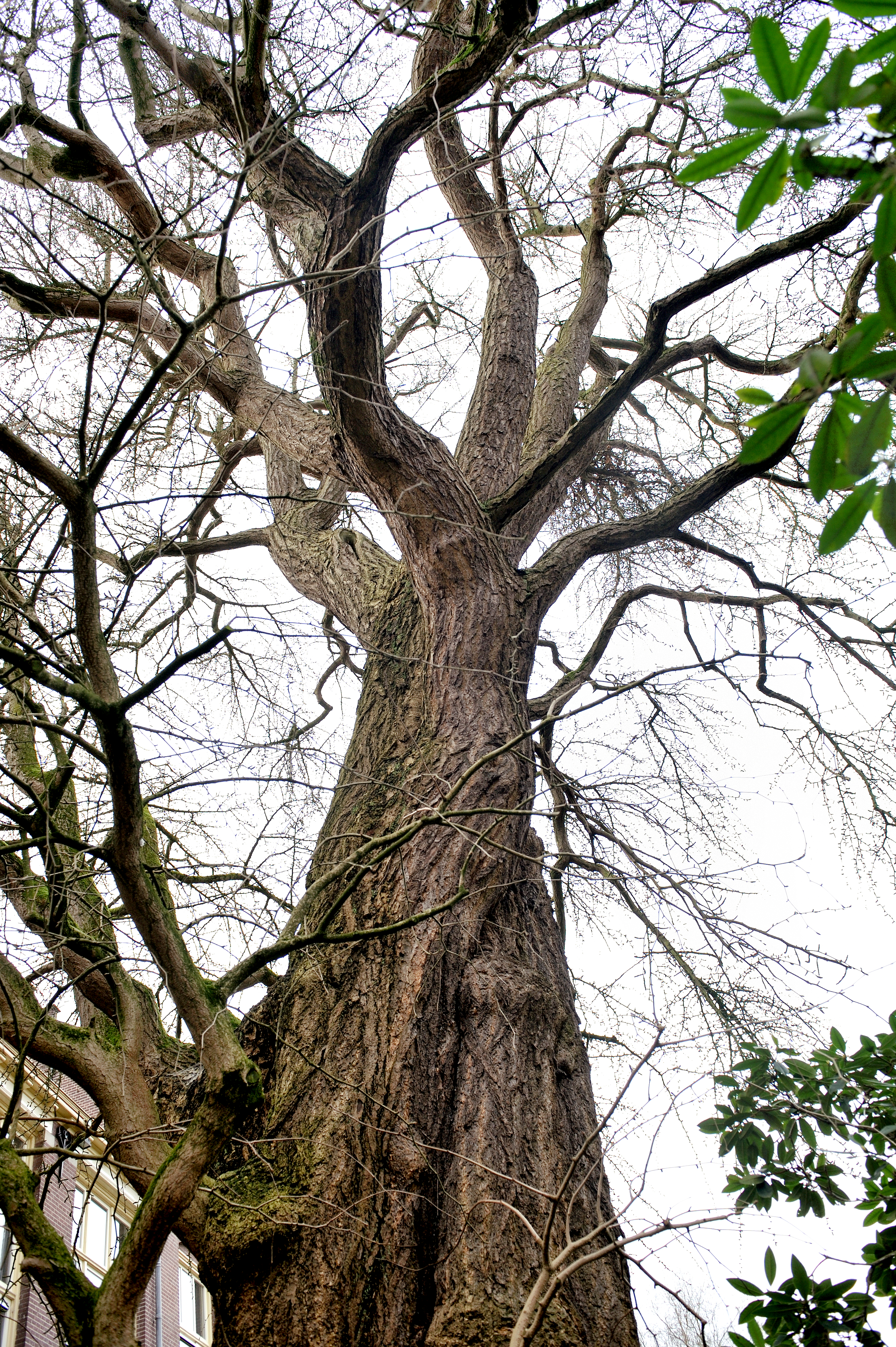
18e-eeuwse Japanse notenboom in de Oude Hortus in Utrecht, een van de oudste in Europa

In 1730 is de Japanse notenboom naar Europa gebracht en in 1784 naar Noord-Amerika. In de westerse wereld waren alleen aangeplante bomen bekend; pas in 1916 werd de boom in het wild ontdekt, in China, waar hij alleen nog voorkomt in het berglandschap van de oostelijke provincie Zhejiang. De waarschijnlijk oudste en dikste Europese boom zou omstreeks 1730 geplant zijn en staat in het Vlaams-Brabantse Geetbets. In Utrecht staat ook een Japanse notenboom die in 1730 geplant zou zijn (zie afbeelding), maar waarschijnlijker is dat deze omstreeks 1760 is geplant, omdat in 1782 wordt vermeld dat de boom op dat moment 3 à 4 meter hoog was. Te Oudenaarde staat er een van meer dan 150 jaar oud in de tuin van het Huis de Lalaing. Ook in Harderwijk staat een oude Japanse notenboom. Het verhaal gaat dat de Zweedse plantkundige Carl Linnaeus de boom heeft geplant in 1735 tijdens zijn promotie, maar dat is hoogst onwaarschijnlijk. De boom maakte deel uit van de universiteitstuin en werd gebruikt om onderzoek te doen naar de geneeskundige werking ervan en is waarschijnlijk rond 1800 aangeplant. Op veel plaatsen in Nederland staan Japanse notenbomen, met name in parken in steden. Vrouwelijke exemplaren zijn onder andere te vinden in het Kalheupinkpark in Oldenzaal, in arboretum De Dreijen in Wageningen, op het kantoorterrein van Staatsbosbeheer in het Haagse Bos in Den Haag. In Valkenswaard staan 304 Ginkgo biloba's, waarvan een onbekend aantal vrouwelijke in de Dokter Dagevosstraat, doordat de gemeente niet wist dat de boom tweehuizig is. In Driebergen staat aan het Nijendal zowel een mannelijke als vrouwelijke ginkgo.

## Symboliek
In het Verre Oosten is de Japanse notenboom een voorwerp van verering. In Japan wordt de boom als een god vereerd. De Japanse notenboom staat symbool voor onveranderlijkheid, hoop, liefde, toverkracht, tijdloosheid en een lang leven. Vele kunstenaars zijn geïnspireerd door de Japanse notenboom. Het was de lievelingsboom van Goethe. Hij heeft er enkele honderden opgekweekt en geplant. Ook schreef hij er in 1815 een sonnet over, Gingo biloba.

## Ginkgolides
In de Japanse notenboom komen ginkgolides voor. Dit zijn biologisch actieve terpenoïde lactonen. Het zijn diterpenoïden met een skelet van twintig koolstofatomen en waarvan de biosynthese via geranylpyrofosfaat verloopt.

### Beweringen en gebruik
Naar verluidt worden in China reeds duizenden jaren de zaden van de Japanse notenboom gebruikt bij ademhalingsproblemen, blaas- en nierproblemen, spijsverteringsproblemen, gehoorverlies en andere kwalen. De bladeren worden onder andere gebruikt in de hoop de bloedsomloop te verbeteren, bij ademhalingsproblemen, gehoorverlies, tinnitus, geheugenverlies, huidziekten en angst. Ook preparaten die zaden of bladeren van de Japanse notenboom bevatten zijn zeer populair, vooral in Duitsland en Frankrijk, in de hoop op bestrijding van circulatiestoornissen in de hersenen en de ledematen. In Nederland wordt 'ginkgo' op recept voorgeschreven voor etalagebenen, maar het is zonder recept verkrijgbaar als voedingssupplement. In een studie uit 2017 met 739 Nederlandse gebruikers van plantaardige supplementen waren er 175 die echinacea gebruikten en 111 die ginkgo gebruikten. De top vijf werd gecompleteerd door ginseng (105), algen (102; onder andere: Chlorella en blauwalgen, onder de naam Spirulina) en citrus-bioflavonoiden (80). Vooral in homeopathie geeft men een rol aan ginkgo in de behandeling en preventie van leeftijdsgebonden klachten, met name problemen met de bloedsomloop.
Het blad van de Japanse notenboom wordt ook gebruikt in cosmetica (huidproducten, shampoo), als insecticide en als mest.

### Werkzaamheid en giftigheid

Chemische structuur van een ginkgolide

Vele van de (vaak eeuwenoude) beweringen over de werkzaamheid zijn nooit eerder door enig wetenschappelijk bewijs bevestigd. Aangezien het product in populariteit toeneemt, is er vanaf eind twintigste eeuw medisch-wetenschappelijk onderzoek gedaan naar de veronderstelde geneeskundige werking van de Japanse notenboom, vooral van die van de bladeren.
In 1992 schreven J. Kleijnen en P. Knipschild in The Lancet over de plant. Ze analyseerden 55 eerder gepubliceerde onderzoeken naar het effect van de Japanse notenboom bij claudicatio intermittens ('etalagebenen') en zogenoemde 'cerebrale insufficiëntie', een syndroom dat geassocieerd wordt met beginnende dementie. In 54 klinische onderzoeken werd een positief effect van het middel gezien, maar de meeste daarvan vertoonden ernstige methodologische tekortkomingen. Slechts tien onderzoeken werden beoordeeld als goed uitgevoerd.
De Maastrichtse epidemioloog M. van Dongen promoveerde in 2019 op een onderzoek naar de werking van Ginkgo biloba. Zijn conclusie was dat er geen bewijs is dat het preparaat het geheugen verbetert.
In december 2007 publiceerde het Nederlandse Rijksinstituut voor Volksgezondheid en Milieu (RIVM) een rapport over de werkzaamheid van ginkgo. Daarin staat onder meer:
"Er is onvoldoende bewijs voor drie geclaimde gezondheidseffecten bij het gebruik van kruidenpreparaten op basis van de Ginkgo biloba. Ook toont een analyse van 29 Ginkgo-preparaten aan dat het merendeel niet bevat wat op het etiket vermeld staat. Daarnaast kan bij de aanbevolen dagelijkse hoeveelheid de veiligheid niet worden gegarandeerd. Dit blijkt uit onderzoek van het RIVM. Fabrikanten beweren dat Ginkgo biloba-preparaten bloedcirculatie en geheugenfunctie verbeteren en ouderdomsverschijnselen verminderen. Het RIVM heeft de wetenschappelijke onderbouwing van deze gezondheidsclaims getoetst aan nieuwe Europese criteria. Hieruit volgt dat de beschikbare studies onvoldoende bewijs leveren voor deze gezondheidseffecten. Dit komt vooral door een gebrek aan gegevens uit studies met gezonde proefpersonen."
De geëvalueerde studies beschrijven alleen resultaten met het gestandaardiseerde Ginkgo biloba-extract. De meeste van de geanalyseerde preparaten bevatten echter niet het gestandaardiseerde extract. Ook kwamen in veel van de gevallen de gemeten gehalten aan actieve bestanddelen niet overeen met de hoeveelheden die op het etiket staan.
Daarnaast zijn er te weinig gegevens beschikbaar over de giftigheid. Hierdoor is het niet mogelijk om een veilige grens af te leiden. Voor niet nader beschreven Ginkgo-preparaten worden in sommige gevallen bloedingen gerapporteerd bij inname van de aanbevolen dagelijkse hoeveelheid. Het gebruik van niet-gestandaardiseerd Ginkgo-extract kan dus risicovol zijn; het is niet uit te sluiten dat zulke preparaten stoffen bevatten die onder andere kanker kunnen veroorzaken.
Een Cochrane review uit 2009 stelt dat er geen bewijs voor een klinisch significant voordeel ten aanzien van patiënten met perifere slagaderaandoeningen bij gebruik van de Japanse notenboom gevonden kon worden.

## Afbeeldingen
| Ginkgo biloba |
| --- |
| - Dwarsdoorsnede van de stam - Bast - Japanse notenboom in Doornik (België), geplant rond 1766 - Zaden aan de boom - Jong blad aan een lang lot - Kort lot met vrouwelijke bloeiwijze en bladen - Zaden - Mannelijke bloemen |

## Voortplanting
| Ginkgoales |
| --- |
| - ♀ kortloten aan ♀ boom - dichotoom vertakt asje - zaadkop - integumenten - nucellus, macrosporangium (met pollenkamer) - 1 integument - macrosporemoedercel meiose - macrosporentetrade (1n) - 3 macrosporen † - macrospore - macroprothallium - 2(-3) archegonia - ventrale kanaalcel = buikkanaalcel - 4 halscellen - eicel bevruchting (↖ spermatozoïde) (sifonogamie) - zygote (2n) - embryo - worteltje - 2 cotylen - primair endosperm |
| - ♂ kegels aan ♂ boom - microsporangioforen - 2 microsporangia - microsporemoedercel meiose - microspore kern - 1ste prothalliumcel (extra delingen) - - 2de prothalliumcel (extra delingen) - antheridium celkern - pollenbuiskern - generatieve cel - steelcel, steriele cel - spermatogene cel - 2 ♂ gameten (spermatozoïden) |